# 市川崑物語
『市川崑物語』（いちかわこんものがたり）は、2006年に公開された日本のドキュメンタリー映画。上映時間82分。

## 概要
映画監督の岩井俊二が、最も敬愛する映画監督市川崑の生涯をドキュメンタリーとして表現した映画。2006年公開の『犬神家の一族』を記念して作成された。

## 出演者
- 市川崑

## スタッフ
- 脚本・監督・編集：岩井俊二
- プロデューサー：一瀬隆重
- 配給：ザナドゥー

## 註解
1. ↑  http://iwaiff.com/works23.php 岩井俊二映画祭